# الجبانة (النادرة)

تعديل مصدري - تعديل

الجبانة محلة تابعة لقرية الكوبة، التابعة لعزلة مقنع الاعلى بمديرية النادرة إحدى مديريات محافظة إب في الجمهورية اليمنية، بلغ تعداد سكانها 67 حسب تعداد اليمن لعام 2004.